# Degeneración (física)
En mecánica cuántica, se denomina degeneración al hecho de que un mismo nivel de energía (autovalor del operador hamiltoniano) posea más de un estado asociado (autofunción del operador hamiltoniano con el mismo autovalor). En términos de la ecuación de Schrödinger estacionaria podemos escribir:
{\displaystyle {\hat {H}}\psi _{n}^{k}=E_{n}\,\psi _{n}^{k}}
Donde el superíndice k nos indica que hay más de un autoestado asociado a {\displaystyle \displaystyle {E_{n}}}. Este superíndice toma los valores:
{\displaystyle \displaystyle {k=1,\,2,\,3,....,\,g_{n}}}
El número {\displaystyle \displaystyle {g_{n}}} se denomina degeneración del n-ésimo nivel energético. Los ejemplos más típicos de sistemas cuánticos en los cuales no hay degeneración son el pozo de potencial infinito y el oscilador armónico unidimensional (cuando se pasa a más de una dimensión el oscilador armónico presenta una degeneración sencilla). En ambos casos puede escribirse:
{\displaystyle {\hat {H}}\psi _{n}=E_{n}\,\psi _{n}}
En estos casos se tiene trivialmente {\displaystyle \displaystyle {g_{n}}=1} y el superíndice k se hace redundante. Por otra parte, el caso más conocido de degeneración es el átomo de hidrógeno, en cuyo caso escribimos:
{\displaystyle {\hat {H}}\psi _{nlmm_{s}}=E_{n}\,\psi _{nlmm_{s}}}
La degeneración del nivel {\displaystyle \displaystyle {E_{n}}} es {\displaystyle \displaystyle {g_{n}=2n^{2}}}. En este caso la forma particular de la degeneración es complicada y no puede reducirse a sólo un índice adicional k.
- Datos: Q584304